# NGC 740
NGC 740 è una galassia a spirale barrata situata nella costellazione del Triangolo. 
Il periodo di miglior visibilità della galassia nell'emisfero boreale è nella seconda metà della stagione autunnale, tra ottobre e novembre.

## Caratteristiche
NGC 740 è una galassia di tipo SBb, ossia una galassia a spirale barrata come la Via Lattea. Le sue dimensioni sono 1,4 x 0,3 minuti d'arco, la sua magnitudine è di 14,1 e contiene oltre 8 miliardi di stelle.